# Église Saint-Antoine-et-Saint-Thibaud d'Hautot-sur-Seine
L'église Saint-Antoine-et-Saint-Thibaud ou Saint-Antonin est une église catholique située à Hautot-sur-Seine, en France.

## Localisation
L'église est située à Hautot-sur-Seine, commune du département français de la Seine-Maritime, rue Saint-Antonin.

## Historique
L'église est bâtie au XVIe siècle, en remplacement d'un édifice d'époque romane. Des travaux ont lieu dans l'édifice aux deux siècles suivants.
L'église appartenait au roi, elle devient bien national lors de la Révolution française et est léguée à la commune en 1862.
L'édifice est classé au titre des monuments historiques le 4 mars 1935.

## Description
L'édifice est en pierres.
L'église conserve des copies de deux toiles de Raphaël.